# Elemér (keresztnév)
Az Elemér bizonytalan eredetű régi magyar férfinév. Korábban Ilemer formában volt használatos, mai formájában Vörösmarty Mihály és Jókai Mór újította fel. Előfordulhat, hogy a szláv Velimir névből származik, melynek jelentése: nagy és béke, de eredhet a germán Elmár névből is, melynek elemei nemest és hírest jelentenek.

## Gyakorisága
Az 1990-es években igen ritka név, a 2000-es években nem szerepel a 100 leggyakoribb férfinév között.

## Névnapok
- február 20.[2]
- február 28.[2] (Szökőévben február 29.)
- augusztus 25.[2]
- augusztus 28.[2]
- október 9.[2]

## Híres Elemérek
- Balázs Elemér  jazz zenész(dobos)
- Balogh Elemér, író, újságíró, dramaturg
- Bölcskei Elemér, az MTA tagja
- Bokor Elemér zoológus
- Bornemissza Elemér, az MTA tagja
- Borúth Elemér költő
- Császár Elemér irodalomtörténész, az MTA tagja
- Császár Elemér fizikus, az MTA tagja
- Gergátz Elemér állatorvos, miniszter
- Gyetvai Elemér világbajnok asztaliteniszező
- Hankiss Elemér, szociológus, műsorvezető, tévé elnök, dramaturg
- Kiss Elemér matematikus, tudománytörténész
- Kondás Elemér labdarúgóedző
- Lónyay Elemér herceg, politikus
- Mályusz Elemér, az MTA tagja
- Nagy Elemér fizikus, az MTA tagja
- Pólay Elemér, szegedi római jog kutatóprofesszor
- Ragályi Elemér operatőr
- Sarkadi Elemér, cimbalomművész
- Sas Elemér fizikus, tanár, televíziós ismeretterjesztő
- Szádeczky-Kardoss Elemér, az MTA tagja
- Terták Elemér műkorcsolyázó, sportvezető
- Vadász Elemér, az MTA tagja
- Varjú Elemér, az MTA tagja